# Distretto di Lufa
Il distretto di Lufa, in inglese Lufa District, è un distretto della Papua Nuova Guinea appartenente alla provincia degli Altopiani Orientali. Ha una superficie di 1.358 km² e 39.000 abitanti (stima nel 2000)

## Geografia antropica

### Suddivisioni amministrative
Il distretto è suddiviso in un'Area di Governo Locale:
- Lufa Rural